# Obrat akordu
Obrat akordu (nebo prostě obrat) je termín z oblasti hudební nauky. Používá se pro akord, který vznikne přeložením základního tónu o oktávu výš. Druhý nejnižší tón původního akordu se tak stává základním tónem vzniklého obratu.
Obraty akordu jsou
- kvintakord
- sextakord
- kvartsextakord
- septakord
- kvintsextakord
- terckvartakord
- sekundakord

## Příklad „obracení“ na úvod
Uvažujme o durovém kvintakordu C = c - e - g.
Přeložením základního tónu c „nahoru“ získáváme jeho první obrat: e-g-c. Podle intervalů, ze kterých je složen (tercie a sexta), se tento obrat kvintakordu nazývá sextakord.
Přeložením nového základního tónu e „nahoru“ získáváme druhý obrat: g-c-e. Podle intervalů, ze kterých je složen (kvarta a sexta), se tento obrat kvintakordu nazývá kvartsextakord.
O třetím obratu kvintakordu nemá smysl mluvit - vznikl by tím původní akord.

## Význam obratů
Obraty obvykle zastávají stejnou harmonickou funkci, jako původní akord - proto jsou značené stejnou akordickou značkou. Jejich odlišnost (pokud nějaká zásadní existuje) je vyjádřena jejich základním tónem, který má v doprovodu pomocí akordů největší význam.
Lidské ucho, vycvičené odmalička evropským přístupem k harmonii, chápe základní tón opravdu jako "základ" akordu - jakýsi jeho "nejdůležitější" tón, na kterém je akord vystavěn. Pokud je na místo očekávaného základního tónu (například c u tóniky ve skladbě v C dur) použit jiný, zní to v lepším případě "neotřele" a skladbu to ozvláštňuje, v horším případě "nestabilně" a nabourává to harmonickou celistvost.

### Příklad k významu obratů
Dobrým příkladem je běžná harmonizace sloky lidové písně následujícím sledem harmonických funkcí (akordů): tónika - subdominanta - tónika - dominanta - tónika (pod závěrečný tón).
U první tóniky je třeba upevnit vědomí posluchače, ve které tónině se skladba odehrává - očekáván je základní kvintakord, obrat by zněl (alespoň v lidové hudbě) podivně. U prostřední tóniky je již (co se týká charakteru a tóniny skladby) jasno, takže lze použít obrat tóniky. Dokonce je to žádoucí, aby skladba nepůsobila příliš "ukotveně" - použije-li se druhý obrat kvintakordu, pak zůstáváme se základním tónem u následující dominanty na stejném tónu, takže harmonie působí "dobře promyšleným" dojmem. U poslední tóniky pod závěrečný tón se u lidovky očekává jakési uzavření - návrat k základu celé skladby, a tím je rozhodně první stupeň tóniny skladby. Takže by měl být použit základní tvar tóniky, nikoliv obrat - ten by napovídal, že se možná ještě něco mělo dít dál, ale neděje.

## Značení obratů
Jak již bylo uvedeno výše, obvykle se obraty značí stejnou akordickou značkou, jako základní akord. Pravidlem je to v případech, kdy nehraje příliš velkou roli, zda bude zahrán značený akord nebo některý jeho obrat.
Pokud je třeba jasně určit, že má být použít obrat, značí se akord zlomkem - nahoře je značka akordu, dole základní tón obratu.
V případě akordu {\displaystyle C\,\!} (vizte úvodní příklad) se nutné použití obratu značí:
- {\displaystyle {\frac {C}{E}}\,\!} pro první obrat
- {\displaystyle {\frac {C}{G}}\,\!} pro druhý obrat

U septakordů, nonakordů (a vůbec akordů s větším počtem tónů) se často akord ve zlomkovém zápisu „rozkládá“ do základního tónu obratu a zbytku akordu, který se značí v čitateli zlomku bez použitého základního tónu. Ukazuje to následující příklad:
- {\displaystyle {\frac {E}{D}}\,\!} - v akordu {\displaystyle E\,\!} se tón d vůbec nevyskytuje, jedná se o zjednodušený zápis třetího obratu {\displaystyle {\frac {E^{7}}{D}}\,\!} akordu {\displaystyle E^{7}\,\!}.